# Агуйт (станція)
Агуйт (Агуйту; кит. 阿贵图站, пін. Āguìtú Zhàn) — залізнична станція в КНР, розміщена на Цзінін-Ерляньській залізниці між станціями Баолаге і Тумуертай.
Розташована в однойменній волості хошуну Чахар – Правий Задній стяг (міський округ Уланчаб, автономний район Внутрішня Монголія). Відкрита в 1954 році.